# Gordaite
La gordaite è un minerale.

## Etimologia
Prende il nome dalla località di rinvenimento, Sierra Gorda, nella regione di Antofagasta, Cile settentrionale.